# Oddenskjera
Die Oddenskjera (norwegisch; russisch Скалы Губкина Skaly Gubkina, deutsch ‚Gubkinfelsen‘) sind eine Gruppe von Nunatakkern im Wohlthatmassiv des ostantarktischen Königin-Maud-Lands. Sie ragen zwischen der Östlichen Petermannkette und dem Otto-von-Gruber-Gebirge auf.
Wissenschaftler des Norwegischen Polarinstituts benannten sie 1968 nach Major Gudmund Odden, Navigator und Leiter der zwischen 1958 und 1959 durchgeführten Luftoperationen bei der Dritten Norwegischen Antarktisexpedition (1956–1960). Namensgeber der russischen Benennung ist der russische bzw. sowjetische Geologe Iwan Michailowitsch Gubkin (1871–1939).